# 井上小百合
井上 小百合（いのうえ さゆり、1994年〈平成6年〉12月14日 - ）は、日本の女優であり、女性アイドルグループ乃木坂46の元メンバー、音楽ユニットりあるぱちもんずのメンバーである。埼玉県本庄市出身。シス・カンパニー所属。夫は7ORDERの長妻怜央。

## 来歴
1994年（平成6年）12月14日生まれ。誕生時、種の蒔かれていない庭の片隅に小さな百合の花が咲いていたことから、父親が「小百合」と名づけた。5人兄妹で、兄が3人、4番目に生まれた初めての女の子だった。
小学生の頃、吹奏楽部に入部していたが、1年だけパソコン部に入部し、パソコンを始める。しかし、中学生の頃にその影響で視力が低下したため、親にパソコンを取り上げられインターネットも禁止される。身体が弱く、入退院を繰り返しているうちに病室でラジオ番組『SCHOOL OF LOCK!』（TOKYO FM）を聴くようになる。中学3年生の時、その番組とロッテのトッポが受験生を応援するコラボ企画『Toppa4』のモデルオーディション開催を知り、応募する。オーディションに合格後、6組9名のうち1組1名に選ばれ「大丈夫。一緒にがんばろ」というコメントと共に『Toppa4』のパッケージに出演した。
中学校を卒業後、親にパソコンを取り上げられた執念から普通科の高等学校ではなく、パソコンを操作できる高等学校へ進学する。進学後、音楽の視野を広げるため、小学生の頃から続けていた吹奏楽部以外に関心を向けて軽音楽部を兼部、吹奏楽部ではテナーサックス、軽音楽部ではボーカルを担当した。
高校2年生の時、『アイドルの穴〜日テレジェニックを探せ!〜2011』（日本テレビ）に全12回放送中第1回から第10回まで出演し、日テレジェニック2011候補生としてベスト妹賞を受賞。その後、それまで入退院を繰り返していた経験から、人を笑顔にする仕事に憧れ、福祉職を勤めていた親の影響もあって、福祉系大学へ進学するための受験勉強をしていたが、夏に雑誌で乃木坂46の1期生オーディションを知り、応募した。
2011年（平成23年）8月21日、乃木坂46の1期生オーディションに合格、オーディションではAKB48の「自分らしさ」を歌った。合格後、乃木坂46のレッスン場が埼玉県の自宅から遠くて通い続けるのが困難だったため、転校とともに上京し、16歳で親元を離れ、一人暮らしを始めた。同年11月13日、乃木坂46公式ブログを開始した。
2012年（平成24年）2月22日、乃木坂46の1stシングル「ぐるぐるカーテン」でCDデビューした。
2013年（平成25年）3月、高等学校を卒業。同年10月、乃木坂46の7thシングル「バレッタ」の選抜発表で初の選抜落ちが発表された。
2014年（平成26年）6月、『16人のプリンシパル trois』で主要十役を制覇。同年10月8日、乃木坂46の10thシングル「何度目の青空か?」のカップリング曲「あの日 僕は咄嗟に嘘をついた」で初のセンターを務めた。
2015年（平成27年）1月1日、『CDTVスペシャル! 年越しプレミアライブ2014→2015』で乃木坂46の10thシングル「何度目の青空か?」を披露する際、生田絵梨花に代わって表題曲のセンターを初担当。同年1月10日、乃木神社で成人式を迎えた。同年9月、休暇中に農家の畑を耕す農業ボランティアに参加。同年10月、舞台『すべての犬は天国へ行く』で余所者のエルザ役を担ったことで演者と観客の両方の視点を養い、それまでアイドルはアイドルと線引きし、役割葛藤していた自身を見直すようになった。
2017年（平成29年）9月3日、埼玉県本庄市の本庄市広報観光大使および初代はにぽんアンバサダーへ同時就任。同年9月4日、『乃木坂工事中』（テレビ愛知）の番組中、乃木坂46の19thシングル『いつかできるから今日できる』で伊藤万理華とともに初めて福神を務めることが発表された。同年10月1日、渡辺みり愛に代わって乃木坂46の冠番組『乃木坂46の「の」』（文化放送）の第12代MCに就任。同年12月3日、乃木坂46からの卒業を発表した中元日芽香に代わって『らじらー! サンデー』の2代目アシスタントMCに就任した。
2018年（平成30年）12月12日、初のソロ写真集『存在』（光文社）を発売、写真集は週間推定売上3万3086部を記録し、同年12月24日付のオリコン週間ランキングの写真集部門で1位、BOOK部門で4位を獲得、「スイスで写真集を撮りたい」という願望がかなった。
2019年（平成31年 / 令和元年）2月10日、『らじらー！サンデー』のエンディングで同番組のアシスタントMCを卒業することを発表。同年10月5日、乃木坂46の公式ブログでグループからの卒業を発表した。
2020年（令和2年）3月13日から4月1日まで上演する出演舞台『リトル・ショップ・オブ・ホラーズ』までは乃木坂46として活動するとしていた。同年3月24日、卒業日が4月27日に決定したことを報告。『リトル・ショップ・オブ・ホラーズ』の公演は、新型コロナウイルスの感染拡大の影響を受けて初日が同年3月20日となり、27日の公演を最後に中止、4月11日からの全国公演も中止となった。同年5月1日、芸能事務所シス・カンパニーに移籍。同年7月6日、井上小百合公式YouTubeチャンネルを開設。同年8月5日、公式ファンクラブ「SYRUP」を開設。
2022年（令和4年）6月11日にYouTubeチャンネルにて扁桃腺手術をしたことを公開。
同年7月31日、公式ファンクラブ「SYRUP」を閉鎖。同年8月19日、オフィシャルファンサイトを開設。
2025年3月31日、ボーイズグループ7ORDERのメンバーで俳優・モデルの長妻怜央との結婚と第1子妊娠を発表した。

## 人物
愛称は、さゆ、さゆにゃん。「さゆにゃん」の愛称は永島聖羅が名づけたが、井上は「さゆ」がよいとも考えている。理由は「さゆにゃん」の愛称では説明しきれない自己が芽生えたからである。子どもの頃は頬が赤くパンパンで「さゆりんご」と呼ばれ、からかわれていた。オリエンタルラジオからは「しゃゆ」と呼ばれている。キャッチフレーズは「あなたのハートをくださゆにゃん」。
中学校時代の担任教師は、乃木坂46の後輩で同郷でもある佐々木琴子の担任も務めていた。
シンガーソングライターの広瀬咲楽と共に「りあるぱちもんず」という音楽ユニットを結成している。ふざけた名前にとは裏腹に、2人が楽しく音楽をすることを大前提に音楽と防災を合言葉にライブを通して災害へのチャリティ活動も行っている。ライブはとても緩い雰囲気で進行するのかと思いきや、東日本大震災での経験を語るなど緩急が激しい。

### 嗜好
好物はカフェ・オ・レ、カツ丼、スイカ、蕎麦。食べるのが遅く、小食で、喉が細いため、食べ終えた後の残り香が苦しいことから蕎麦を好まないが、のちに食べられるようになった。。
好きな色は白。好きな映画は『スウィングガールズ』。尊敬する女性アーティストはE-girls、Perfume。目標とする人物は満島ひかり。

### 趣味
趣味は音楽、庭園巡り、漫画の執筆、花柄や骨董品の収集。
音楽でよく聴くアーティストはAKB48、ELLEGARDEN、Galileo Galilei、JUDY AND MARY、SEKAI NO OWARI、久石譲、ゲスの極み乙女。、KANA-BOON、サカナクション、相対性理論、フジファブリック。よく歌うアーティストはaiko、阿部真央、大塚愛、相対性理論、新垣結衣。おすすめの曲はサカナクション「スローモーション」、星野源「ばらばら」、Galileo Galilei「バナナフィッシュの浜辺と黒い虹」、ASIAN KUNG-FU GENERATION「長谷サンズ」、きのこ帝国「怪獣の腕のなか」。
庭園巡りは東京へ上京後、自然と触れ合う機会が減少したことがきっかけで興味を持ち始め、植物や自然を観るのが好きで行っている。都内で一番好きな庭園は六義園で、好んで雑誌の撮影も行っている。行ってみたい庭園は足立美術館庭園。
漫画の執筆は小学生の頃に新聞係を務めたことがきっかけで四コマ漫画を描くようになり、中学生の頃に親から漫画家セットを買い与えられて本格的に描くようになった。好きな漫画は『あの日見た花の名前を僕達はまだ知らない。』。

### 特技
特技は好きな特撮作品でその人の年齢を当てること、楽器、ヘッドバンギング。
特撮作品は兄の影響で戦隊ヒーローシリーズを通じて好きになった。子どもの頃から『激走戦隊カーレンジャー』『星獣戦隊ギンガマン』が好きで兄はヒーロー役、父は敵役、井上は人質役を担い、ヒーローごっこをして遊んでいた。初めて観た戦隊シリーズは『激走戦隊カーレンジャー』、初めて好きになった戦隊シリーズは『星獣戦隊ギンガマン』、好きな戦隊シリーズの歌は『魔法戦隊マジレンジャー』、好きな戦隊シリーズの変身は『忍風戦隊ハリケンジャー』、一番好きな戦隊シリーズは『天装戦隊ゴセイジャー』、好きな戦隊ヒーローは『天装戦隊ゴセイジャー』に登場する追加戦士。追加戦士の好きなところは全ての技を使えるところと、戦隊ヒーローがピンチになったときに登場して敵を倒してはすぐに帰って行くところである。追加戦士の「ゴセイナイト」は好きな男性のタイプで、「ゴセイナイトさま」と呼んでいる。このため、東映東京撮影所にスタッフのひとりとして行くのが夢である。ただし、理解してくれる友達はいない。
また、『さゆレンジャー』という井上オリジナルの戦隊ヒーローも存在する。さゆレンジャーは井上が天使と百合の花をモチーフにデザインした。テーマソングは「行け! さゆレンジャー!」。必殺技は、深谷ネギソード。さゆレンジャーは公園のゴミ拾いをしつつ、テレビを観て特撮を日々勉強している。
得意料理は煮物。親が忙しかったため、小学1年生の頃から自分でご飯を作っていた。縄跳びも得意であり、お笑いコンビ・にゃんこスターのアンゴラ村長と同じリズム縄跳びのクラブ（児玉郡市リズム＆なわとびクラブ）で共に習っていた。

### 乃木坂46
乃木坂46のダンス七福神、nogimateの店員。
乃木坂46では上京後、店員のセールスを断りきれなかった経験から家にこもってパソコンでインターネットをしているうちに通信販売を利用して生活するようになった。のちに通信販売で散財した経験から、通信販売を利用し始めた斉藤優里にノウハウを教えている。
乃木坂46では伊藤万理華・井上小百合・中元日芽香の3人で「温泉トリオ（湯けむり3姉妹）」と呼ばれている。乃木坂46で推したいメンバーは白石麻衣。
乃木坂46で好きな振付は「あの日 僕は咄嗟に嘘をついた」。好きな曲は「命は美しい」、「ここにいる理由」、「傾斜する」。とくに「傾斜する」の間奏部分を好む。好きなミュージック・ビデオは「羽根の記憶」、「あの日 僕は咄嗟に嘘をついた」、「強がる蕾」。

## 作品

### シングル
乃木坂46
- ぐるぐるカーテン（2012年2月22日、SRCL-7900/6） - EAN 4988009051550。
- 乃木坂の詩（2012年2月22日、SRCL-7900/1） - EAN 4988009051550。
- 会いたかったかもしれない（2012年2月22日、SRCL-7902/3） - EAN 4988009051567。
- 失いたくないから（2012年2月22日、SRCL-7904/5） - EAN 4988009051581。
- 白い雲にのって（2012年2月22日、SRCL-7906） - EAN 4988009051598。
- おいでシャンプー（2012年5月2日、SRCL-7966/72） - EAN 4988009052267。
- 心の薬（2012年5月2日、SRCL-7966/72） - EAN 4988009052267。
- ハウス!（2012年5月2日、SRCL-7972） - EAN 4988009052298。
- 走れ!Bicycle（2012年8月22日、SRCL-8058/64） - EAN 4988009052892。
- 人はなぜ走るのか?（2012年8月22日、SRCL-8060/1） - EAN 4988009052892。
- 音が出ないギター（2012年8月22日、SRCL-8062/3） - EAN 4988009052908。
- 制服のマネキン（2012年12月19日、SRCL-8201/8） - EAN 4988009056432。
- 指望遠鏡（2012年12月19日、SRCL-8201/8） - EAN 4988009056432。
- やさしさなら間に合ってる（2012年12月19日、SRCL-8201/2） - EAN 4988009056432。
- 指望遠鏡〜アニメ版〜（2012年12月19日、SRCL-8208） - EAN 4988009056487。
- 君の名は希望（2013年3月13日、SRCL-8253/9） - EAN 4988009080840。
- シャキイズム（2013年3月13日、SRCL-8253/9） - EAN 4988009080833。
- ロマンティックいか焼き（2013年3月13日、SRCL-8253/4） - EAN 4988009080833。
- サイコキネシスの可能性（2013年3月13日、SRCL-8259） - EAN 4988009080864。
- ガールズルール（2013年7月3日、SRCL-8315/21） - EAN 4988009084725。
- 世界で一番 孤独なLover（2013年7月3日、SRCL-8315/21） - EAN 4988009084725。
- 他の星から（2013年7月3日、SRCL-8319/20） - EAN 4988009084749。
- 人間という楽器（2013年7月3日、SRCL-8321） - EAN 4988009084756。
- そんなバカな・・・（2013年11月27日、SRCL-8425/6） - EAN 4988009087894。
- 初恋の人を今でも（2013年11月27日、SRCL-8427/8） - EAN 4988009087900。
- 吐息のメソッド（2014年4月2日、SRCL-8520/1） - EAN 4988009092270。
- 生まれたままで（2014年4月2日、SRCL-8524/5） - EAN 4988009092300。
- 夏のFree&Easy（2014年7月9日、SRCL-8563/9） - EAN 4988009094236。
- 何もできずにそばにいる（2014年7月9日、SRCL-8563/9） - EAN 4988009094236。
- 無口なライオン（2014年7月9日、SRCL-8565/6） - EAN 4988009094229。
- 僕が行かなきゃ誰が行くんだ?（2014年7月9日、SRCL-8569） - EAN 4988009094243。
- 遠回りの愛情（2014年10月8日、SRCL-8621/7） - EAN 4988009097275。
- あの日 僕は咄嗟に嘘をついた（2014年10月8日、SRCL-8625/6） - EAN 4988009097275。
- 君は僕と会わない方がよかったのかな（2015年3月18日、SRCL-8784/5） - EAN 4988009104591。
- 太陽ノック（2015年7月22日、SRCL-8840/6） - EAN 4988009110714。
- 羽根の記憶（2015年7月22日、SRC7-6/7） - EAN 4988009110837。
- 今、話したい誰かがいる（2015年10月28日、SRCL-8910/6） - EAN 4988009116747。
- ポピパッパパー（2015年10月28日、SRCL-8910/1） - EAN 4988009116747。
- 悲しみの忘れ方（2015年10月28日、SRCL-8914/5） - EAN 4988009116761。
- 隙間（2015年10月28日、SRCL-8916） - EAN 4988009116778。
- ハルジオンが咲く頃（2016年3月23日、SRCL-9025/33） - EAN 4988009124896。
- 憂鬱と風船ガム（2016年3月23日、SRCL-9031） - EAN 4988009124940。
- シークレットグラフィティー（2016年7月27日、SRCL-9145/6） - EAN 4988009131429。
- 行くあてのない僕たち（2016年7月27日、SRCL-9144） - EAN 4988009130484。
- サヨナラの意味（2016年11月9日、SRCL-9258/66） - EAN 4547366278897。
- 孤独な青空（2016年11月9日、SRCL-9258/66） - EAN 4547366278897。
- インフルエンサー（2017年3月22日、SRCL-9370/8） - EAN 4547366297522。
- 当たり障りのない話（2017年3月22日、SRCL-9378） - EAN 4547366297546。
- 逃げ水（2017年8月9日、SRCL-9489/97） - EAN 4547366319156。
- 女は一人じゃ眠れない（2017年8月9日、SRCL-9489/97） - EAN 4547366319156。
- ひと夏の長さより…（2017年8月9日、SRCL-9489/90） - EAN 4547366319156。
- 泣いたっていいじゃないか?（2017年8月9日、SRCL-9497） - EAN 4547366319187。
- いつかできるから今日できる（2017年10月11日、SRCL-9572/80） - EAN 4547366330311。
- 不眠症（2017年10月11日、SRCL-9572/80） - EAN 4547366330311。
- シンクロニシティ（2018年4月25日、SRCL-9782/90） - EAN 4547366354140。
- Against（2018年4月25日、SRCL-9782/90） - EAN 4547366354140。
- ジコチューで行こう!（2018年8月8日、SRCL-9913/21） - EAN 4547366369465。
- 空扉（2018年8月8日、SRCL-9913/21） - EAN 4547366369465。
- あんなに好きだったのに…（2018年8月8日、SRCL-9921） - EAN 4547366369496。
- 帰り道は遠回りしたくなる（2018年11月14日、SRCL-9974/82） - EAN 4547366382037。
- Sing Out!（2019年5月29日、SRCL-11186/94） - EAN 4547366406672。
- 僕のこと、知ってる?（2019年9月4日、SRCL-11260/8） - EAN 4547366418569。
- しあわせの保護色（2020年3月25日、SRCL-11460/8） - EAN 4547366444193。

まゆ坂46
- ツインテールはもうしない（2012年7月25日、SRCL-8030/1） - EAN 4988009052632。

### アルバム
乃木坂46
- 透明な色（2015年1月7日、SRCL-8662/7） - EAN 4988009099934。
- それぞれの椅子（2016年5月25日、SRCL-9078/86） - EAN 4988009128580。
- 生まれてから初めて見た夢（2017年5月24日、SRCL-9437/44） - EAN 4547366307825。
- 僕だけの君〜Under Super Best〜（2018年1月10日、SRCL-9630/7） - EAN 4547366336214。
- 今が思い出になるまで（2019年4月17日、SRCL-11140/7） - EAN 4547366401325。
- Time flies（2021年12月15日、SRCL-12020/30） - EAN 4547366534184。

### 映像作品
- アイドルの穴2011 日テレジェニックを探せ!（2011年8月3日） - EAN 4988021149488。
- 井上小百合×朝日恵里（2012年2月22日） - EAN 4988009051550。
- 井上小百合×森田一平（2012年5月2日） - EAN 4988009052267。
- AKB48 リクエストアワー セットリストベスト100 2012（2012年6月13日） - EAN 4580303210611。
- さばドル（2012年7月25日） - EAN 4534530055859。
- 井上小百合×明和電機（2012年8月22日） - EAN 4988009052861。
- 井上小百合（2012年12月19日） - EAN 4988009056432。
- 指原莉乃プロデュース『第一回ゆび祭り〜アイドル臨時総会〜』（2012年12月26日） - EAN 4988064916603。
- 井上小百合×栢菅翼（2013年3月13日） - EAN 4988009080840。
- 16人のプリンシパル@PARCO劇場ダイジェスト（2013年7月3日） - EAN 4988009084725。
- 初夏の全力! 乃木坂46大運動会（2013年7月3日） - EAN 4988009084732。
- Making of 6th Single（2013年7月3日） - EAN 4988009084749。
- 井上小百合×宮地昌幸（2013年11月27日） - EAN 4988009087894。
- 乃木坂46 1ST YEAR BIRTHDAY LIVE 2013.2.22 MAKUHARI MESSE（2014年2月5日） - EAN 4988009090900。
- NOGIBINGO!（2014年3月7日） - EAN 4988021109758。
- Creator's Etude 濱口優編（2014年4月2日） - EAN 4988009092294。
- 井上小百合×頃安祐良（2014年7月9日） - EAN 4988009094236。
- NOGIBINGO!2（2014年9月12日） - EAN 4988021299015。
- 井上小百合（2014年10月8日） - EAN 4988009097275。
- 井上小百合&斉藤優里（2015年3月18日） - EAN 4988009104515。
- NOGIBINGO!3（2015年4月24日） - EAN 4988021729635。
- 乃木坂46 2ND YEAR BIRTHDAY LIVE 2014.2.22 YOKOHAMA ARENA（2015年6月17日） - EAN 4988009110134。
- 生駒里奈&井上小百合（2015年7月22日） - EAN 4988009110714。
- NOGIBINGO!4（2015年10月16日） - EAN 4988021729734。
- 井上小百合（2015年10月28日） - EAN 4988009116747。
- 悲しみの忘れ方 Documentary of 乃木坂46（2015年11月18日） - EAN 4988104099327。
- 初森ベマーズ（2016年1月20日） - EAN 4988104099433。
- NOGIBINGO!5（2016年2月19日） - EAN 4988021729871。
- 井上小百合（2016年3月23日） - EAN 4988009124919。
- 乃木坂46 3rd YEAR BIRTHDAY LIVE 2015.2.22 SEIBU DOME（2016年7月6日） - EAN 4988009129518。
- NOGIBINGO!6（2016年9月30日） - EAN 4988021714662。
- 動物戦隊ジュウオウジャー Vol.4（2016年10月5日） - EAN 4988101191130。
- 乃木坂46 4th YEAR BIRTHDAY LIVE 2016.8.28-30 JINGU STADIUM（2017年6月28日） - EAN 4547366310580。
- NOGIBINGO!7（2017年8月4日） - EAN 4988021146081。
- 乃木坂46 5th YEAR BIRTHDAY LIVE 2017.2.20-22 SAITAMA SUPER ARENA（2018年3月28日） - EAN 4547366344523。
- 乃木坂46 真夏の全国ツアー2017 FINAL! IN TOKYO DOME（2018年7月11日） - EAN 4547366363999。
- 舞台『あさひなぐ』（2018年9月19日） - EAN 4988104117779。
- NOGIBINGO!9（2018年10月19日） - EAN 4988021147392。
- ロード オブ ヴァーミリオン 紅蓮の王 BOX1（2018年12月21日） - EAN 4988111908933。
- ロード オブ ヴァーミリオン 紅蓮の王 BOX2（2019年1月30日） - EAN 4988111908940。
- 乃木坂46版 ミュージカル「美少女戦士セーラームーン」（2019年3月20日） - EAN 4589630117631。
- 乃木坂46 6th YEAR BIRTHDAY LIVE 2018.07.06-08 JINGU STADIUM&CHICHIBUNOMIYA RUGBY STADIUM（2019年7月3日） - EAN 4547366411270。
- NOGIBINGO!10（2019年10月25日） - EAN 4988021148757。
- いつのまにか、ここにいる Documentary of 乃木坂46（2019年12月25日） - EAN 4988104123695。
- 乃木坂46 7th YEAR BIRTHDAY LIVE 2019.2.21-24 KYOCERA DOME OSAKA（2020年2月5日） - EAN 4547366438956。
- 乃木坂46 8th YEAR BIRTHDAY LIVE 2020.2.21-24 NAGOYA DOME（2020年12月23日） - EAN 4547366482812。
- シェフは名探偵（2021年12月8日） - EAN 4571519900649, EAN 4571519900656。
- みなと商事コインランドリー（2022年12月23日） - EAN 4907953260313, EAN 4907953260306。

## 出演

### テレビドラマ
- 東京特許許可局 第20話（2014年10月27日、NHK Eテレ）シズカ 役[101]
- 動物戦隊ジュウオウジャー 第13話（2016年5月8日、テレビ朝日）五十嵐百合 役[102]
- シェフは名探偵 第1話（2021年5月31日、テレビ東京）川出恵子 役[103]
- 駐在刑事 Season3 第4話（2022年2月4日、テレビ東京）早瀬茜 / 木下薫 役（二役）[104]
- みなと商事コインランドリー（2022年7月6日 - 9月22日、テレビ東京）町田咲 役[105]
- ブラックガールズトーク 第5話（2024年3月4日、テレビ東京）水川秋奈 役

### テレビアニメ
- ロード オブ ヴァーミリオン 紅蓮の王（2018年7月14日 - 9月29日、TOKYO MX 他）ドゥクス 役[106]

### 映画
- ラストサマーウォーズ（2022年7月1日、「ラストサマーウオーズ」製作委員会）土方美菜 役[107][108][注 9]
- 映画「仕掛人・藤枝梅安」（2023年2月3日、「仕掛人・藤枝梅安」時代劇パートナーズ）お千枝 役[110]

### バラエティ
- アイドルの穴〜日テレジェニックを探せ!〜2011（2011年4月3日 - 6月19日、日本テレビ）日テレジェニック2011候補生No.3[65]
- 日曜もアメトーーク!（2017年7月30日、テレビ朝日）「スーパー戦隊大好き芸人」のパネリスト側ゲスト[111]
- バナナ♪ゼロミュージック「ヒーローソングSP」（2017年11月18日、NHK総合）[112]
- 東京2020パラリンピック大図鑑 2年後のヒーロー&ヒロインをもっと応援したくなる！（2018年8月25日、NHK総合）オーストラリアで車いすラグビー世界選手権を取材[113][114]

### ラジオ
- らじらー! サンデー（2017年12月3日 - 2019年2月10日、NHKラジオ第1放送）アシスタント[34]
- FMシアター「手を振る仕事」（2021年4月24日、NHK-FM）[115]
- 青春アドベンチャー「世界から歌が消える前に」（2021年12月20日 - 12月24日、NHK-FM）主演・ペイトン 役[116]
- 井上小百合 in the backstage!（2022年2月12日、文化放送）パーソナリティ[117]
- 特集オーディオドラマ「さざ波のみち」（2022年8月13日、NHK-FM）主演・トトメ 役[118]
- 青春アドベンチャー「火星ダーク・バラード」（2024年2月12日 - 23日、NHK-FM）[119]

### 舞台
- 學蘭歌劇『帝一の國』（2014年4月18日 - 5月6日、PARCO劇場）白鳥美美子 役[120]
  - 學蘭歌劇『帝一の國』-決戦のマイムマイム-（2015年7月12日 - 20日、AiiA 2.5 Theater Tokyo / 2015年7月25日・26日、梅田芸術劇場）[121]
  - 學蘭歌劇『帝一の國』-血戦のラストダンス-（2016年3月17日 - 27日、AiiA 2.5 Theater Tokyo）[122]
- じょしらく（2015年6月19日 - 21日・24日・28日、AiiA 2.5 Theater Tokyo）波浪浮亭木胡桃 役[123][124]
- すべての犬は天国へ行く（2015年10月1日 - 12日、AiiA 2.5 Theater Tokyo）早撃ちエルザ 役[125]
- 飲みかけで帰ったあの娘 〜大人のカフェ第9回単独公演〜（2016年4月21日 - 24日、CBGKシブゲキ!!）ゲストヒロイン 役[126]
- じょしらく弐 〜時かけそば〜（2016年5月13日 - 14日・18日 - 19日・22日、AiiA 2.5 Theater Tokyo）蕪羅亭魔梨威 役[127][128]
- 墓場、女子高生（2016年10月14日 - 22日、東京ドームシティ シアターGロッソ）西川 役[129]
- あさひなぐ（2017年5月20日 - 30日、東京：EX THEATER ROPPONGI / 6月2日 - 5日、大阪：森ノ宮ピロティホール / 6月9日 - 11日、名古屋：愛知県芸術劇場）八十村将子 役[130]
- 音楽劇『夜曲』nocturn（2017年12月14日 - 18日、東京芸術劇場 プレイハウス）サヨ 役[131]
- 若様組まいる〜アイスクリン強し〜（2018年4月27日 - 5月6日、サンシャイン劇場）紫堂志奈子 役[132]
- 乃木坂46版 ミュージカル「美少女戦士セーラームーン」（2018年6月8日 - 24日、天王洲 銀河劇場 / 9月21日 - 30日、TBS赤坂ACTシアター）月野うさぎ / セーラームーン 役（Team STAR）[133]
- 愛のレキシアター「ざ・びぎにんぐ・おぶ・らぶ」（2019年3月10日 - 24日、東京：TBS赤坂ACTシアター / 3月30日・31日、大阪：オリックス劇場）くノ一さん 役[134]
- 高橋悠也×東映シアタープロジェクト TXT vol.1「SLANG」（2019年6月20日 - 30日、よみうり大手町ホール）オネム 役[135]
- LITTLE WOMEN －若草物語－（2019年9月3日 - 25日、日比谷シアタークリエ）ベス 役[136]
- フラガール -dance for smile-（2019年10月18日 - 27日、東京：日本青年館 / 11月2日 - 4日、大阪：サンケイホールブリーゼ）主演・谷川紀美子 役[137][138]
- 天国の本屋（2020年1月17日 - 25日、東京：よみうり大手町ホール / 1月31日 - 2月2日、大阪：サンケイホールブリーゼ）ユイ 役[139]
- ミュージカル「リトル・ショップ・オブ・ホラーズ」オードリー 役（妃海風とのダブルキャスト）
  - 初演（2020年3月20日 - 27日、東京：シアタークリエ[注 10]）[141]
  - 再演（2021年8月26日 - 9月11日、シアタークリエ）[142]
- DISTANCE（2020年6月1日、本多劇場）一人芝居「齷齪とaccept」（脚本：川尻恵太、演出：ニシオカ・ト・ニール）[注 11]
- つかこうへい没後10年追悼イベント 朗読 蒲田行進曲完結編『銀ちゃんが逝く』（2020年7月10日 - 12日 / 追加公演：2020年7月23日 - 26日、紀伊國屋ホール）ヒロイン・小夏 役[注 12]
- DISTANCE -TOUR-（2020年8月11日、本多劇場）「ワイルドなサイドを行け！」（脚本・演出：小林顕作）[146]
- ヴィレッヂプロデュース 2020 Series Another Style『カチカチ山』（2020年10月4日 - 10月16日、東京建物 Brillia HALL）兎 役[147]
- TXT vol.2『ID』（2021年6月17日 - 27日、東京：よみうり大手町ホール / 7月2日 - 4日、大阪：サンケイホールブリーゼ）[148]
- SUGARBOY 4th.「ゴールドマウンテン」（2021年11月19日 - 12月5日、新宿シアタートップス）[149]
- 奇蹟 miracle one-way ticket（2022年3月18日[注 13] - 4月10日、東京：世田谷パブリックシアター / 4月13日 - 17日、大阪：森ノ宮ピロティホール）マリモ 役[150][151]
- 朗読劇「リスナーたちの星空」（2022年4月27日 - 5月1日、紀伊國屋サザンシアター TAKASHIMAYA）[152]
- BE MORE CHILL（2022年7月25日 - 8月10日、東京：新国立劇場 中劇場 / 8月20日 - 21日、福岡：キャナルシティ劇場 / 8月27日 - 29日、大阪：COOL JAPAN PARK OSAKA）クリスティン 役[153]
- シス・カンパニー公演「ショウ・マスト・ゴー・オン」（2022年11月7日 - 13日、福岡：キャナルシティ劇場 / 11月17日 - 20日、京都：京都劇場 / 11月25日 - 12月27日、東京：世田谷パブリックシアター）[154]
- 舞台「博士の愛した数式」（2023年2月11日 - 16日、長野：まつもと市民芸術館小ホール / 2月19日 - 26日、東京：東京芸術劇場シアターウエスト）ルート 役[155]
- 音楽劇『ダ・ポンテ〜モーツァルトの影に隠れたもう一人の天才〜』（2023年6月21日 - 25日、東京：シアター1010 / 6月30日 - 7月1日、愛知：日本特殊陶業市民会館ビレッジホール / 7月9日 - 16日、東京：東京建物 Brillia HALL / 7月20日 - 24日、大阪：新歌舞伎座）フェラレーゼ 役[156]
- ミュージカル「浜村渚の計算ノート」（2023年8月26日 - 27日、福岡：キャナルシティ劇場 / 9月1日 - 3日、大阪：森ノ宮ピロティホール / 9月9日 - 10日、愛知：ウインクあいち / 9月14日 - 18日、東京：サンシャイン劇場）キューティー・オイラー 役[157]
- ミュージカル「シェルブールの雨傘」（2023年11月4日 - 26日、東京：新橋演舞場 / 12月3日 - 10日、大阪：大阪松竹座 / 12月14日 - 16日、広島：広島文化学園HBGホール）マドレーヌ 役[158]
- J-CULTURE FEST presents 井筒装束シリーズ 詩楽劇「沙羅の光〜源氏物語より〜」（2024年1月3日 - 7日、東京国際フォーラム ホールB7）紫の上 役[159]
- 舞台「お梅は呪いたい」（2026年2月6日 - 15日〈予定〉、東京：飛行船シアター / 2月18日・19日〈予定〉、愛知：西文化小劇場）[160]

### モデル
- Toppa4（2009年10月18日 - 2010年、ロッテ）[12]

### イベント
- はにぽんフェスティバル2017（2017年10月1日、埼玉県本庄市本庄総合公園体育館シルクドーム）[31]
- りあるぱちもんずpresents 「PLAY×PRAY」（2023年2月19日、Veats Shibuya）[161]
- りあるぱちもんずPresents『PLAY×PRAY 〜毎度急ですみません②〜』（2023年4月15日、渋谷WWW）[162]

### ライブ
- りあるぱちもんず1stリサイタルTOUR「りあるぱちもんずと3月を」（2024年3月11日 - 12日、東京：吉祥寺スターパインズカフェ / 3月15日、大阪：hillsパン工場 / 3月17日、仙台：誰も知らない劇場）[163]

## 書籍

### 写真集
- 存在（2018年12月12日、光文社）[164]